# Cissus haematantha
Cissus haematantha är en vinväxtart som beskrevs av Friedrich Anton Wilhelm Miquel. Cissus haematantha ingår i släktet Cissus och familjen vinväxter. Inga underarter finns listade i Catalogue of Life.